# 松元真一郎
松元 真一郎（まつもと しんいちろう、1956年6月3日 - ）は、フリーアナウンサーである。元福島放送、中京テレビ、ニッポン放送、フジテレビのアナウンサー。

## 来歴
兵庫県西宮市出身。早稲田大学社会科学部卒業後、内外編物（現・ナイガイ）に入社したが、福島放送への入社を機にアナウンサーへ転身した。
その後は中京テレビを経て、1992年10月にニッポン放送へ中途入社。ニッポン放送では、プロ野球の横浜ベイスターズ、東京ヤクルトスワローズやパシフィック・リーグの試合の実況、リポーターのほか、サッカー中継を中心に担当。1998年の長野オリンピックでは、ラジオでの開会式の実況をNHKのアナウンサーを差し置いて代表で担当した。
2006年4月1日、グループ再編でニッポン放送の親会社となったフジテレビへ自動的に転籍した。フジテレビでは、2007年に行われたVリーグ女子とバレーボールワールドカップの実況を担当。他にもCS放送での野球実況や地上波番組各種のナレーションを担当していた。
2012年12月31日をもって、中途入社時から約20年3ヶ月間勤めたフジテレビを退社し、フリーアナウンサーへ転向した。フリーに転じた後も、フジテレビ在籍時から担当していた番組のナレーションを引き続き担当している。

## 人物
ニッポン放送在籍中は松本秀夫と同じ「マツモト」であるため、区別するために「マツゲン」と呼ばれていた。フジテレビ転籍後もこの愛称が定着している。
身長は187cmで、フジテレビのアナウンサーでは最長身であった。

## 現在の担当番組
- Mr.サンデー（フジテレビ、ナレーション）
- IPPONグランプリ（フジテレビ、出題ナレーション）
- しくじり先生 俺みたいになるな!! （テレビ朝日、ナレーション・しくじりおの声）
- プロ野球ニュース（フジテレビONE、試合結果報告アナウンサー）
- 怪談のシーハナ聞かせてよ。（エンタメ〜テレ）
- #ハイ_ポール（フジテレビ）
- 新説!所JAPAN→所JAPAN（関西テレビ放送、ナレーション）
- 発想転換!世界を変えるシン・キング（NHK総合、出題ナレーション）

## 過去の担当番組

### 中京テレビ時代
- 5時SATマガジン（ナレーション）
- 景山民夫の大人気セミナー （おとなげセミナーと読む。ナレーション）

### ニッポン放送時代
- ショウアップナイター
- サッカー中継

### フジテレビ時代
- 百識王（ナレーション）
- 人志松本の○○な話（ナレーション）
- SWALLOWS BASEBALL L!VE他スポーツ中継・スポーツニュース（バレーボール・SPORTなど）
- Quiz show YOU vs. 7（出題ナレーション）
- なかよしテレビシリーズ（パイロット版の『日中韓TV』も含む）

### フリー転向後
- 世界法廷ミステリー（フジテレビ、ナレーション）
- 世界の日本人妻は見た!（毎日放送、ナレーター）
- 金曜プレミアム 史上初!10点の絵画が日本上陸 世紀の天才・フェルメールの罠（フジテレビ、ナレーター）
- アウト×デラックス（フジテレビ、ナレーション）